# Комбинация (группа)
«Комбинация» — советская российская женская поп-группа, основанная в 1988 году в Саратове,  созданием группы занимались  экс-сотрудник ОБХСС Александр Шишинин и композитор Виталий Окороков.  Отличалась остросоциальной тематикой песен, практически каждая из которых отражала то или иное явление, происходившее в обществе на рубеже 1980-х и 1990-х годов: повальный дефицит товаров, молодёжная мода, популярность тех или иных атрибутов «красивой жизни», бум латиноамериканских сериалов, преклонение перед представителями развитых капиталистических стран и так далее. Известные хиты: «Russian Girls», «American Boy», «Бухгалтер», «Два кусочека колбаски», «Вишнёвая девятка», «Белый вечер», «Какие люди в Голливуде», «Московская прописка», «Серёга», «А я люблю военных», «Берег красный, берег белый», «Встреча на Манежной», «Луис Альберто», «Не забывай наш первый вечер».

## История
Группа была основана в 1988 году в Саратове бывшим работником ОБХСС Александром Шишининым (директором группы) и молодым композитором Виталием Окороковым. Как утверждали в своих интервью создатели «Комбинации», на создание женского коллектива их вдохновил увиденный накануне концерт группы «Мираж». Объясняя журналистам провокационное для того времени название, Окороков отмечал, что речь идёт не о женском белье, а о комбинации стилей в музыке.

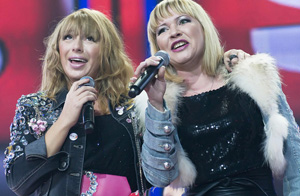
Алёна Апина и Татьяна Иванова — вокальный дуэт первого состава «Комбинации». Выступление группы на фестивале «Легенды Ретро FM», 2009 г.

Студентку консерватории Алёну Апину привёл Виталий Окороков. Солистку Татьяну Иванову, ещё школьницу, Александр Шишинин встретил на улице Саратова. Из Саратовского музыкального училища в группу пришли клавишница Светлана Костыко (Зося) и гитаристка Татьяна Долганова.

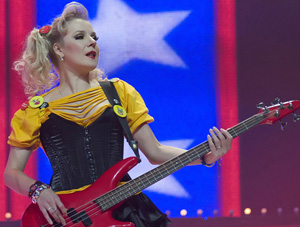
Ольга Ахунова — бас-гитаристка первого и ряда последующих составов «Комбинации». Выступление группы на фестивале «Легенды Ретро FM», 2009 г.

Из соседнего города Энгельса приезжала на репетиции бас-гитаристка Ольга Ахунова.
Вскоре нашлась и барабанщица — Юлия Козюлькова.
7 сентября 1988 года группа дала первый концерт, эта дата стала считаться днём рождения коллектива.
В этом же году самиздатом вышел первый альбом «Ход конём», который записывался в саратовском ресторане «Центральный». В него вошли такие песни, как «Белый вечер», «Чёрная нитка», «Знаю, что не любишь», «Хэй, мама» и другие. С этим альбомом группа отправилась в гастроли по региону.
В 1989 году появился первый хит «Комбинации» — песня «Russian Girls» — принесший группе всесоюзную популярность. Композиция впоследствии вошла в первый официальный релиз ансамбля — миньон «Шоу-группа „Комбинация“», изданный фирмой «Мелодия». Коллектив гастролирует по Советскому Союзу, в его арсенал добавились такие песни, как «Не забывай» и «Модница».
Примерно в этом же году группа в полном составе, Шишинин и Окороков переезжают в Москву. Начинается активная гастрольная деятельность. «Комбинация» даёт по 60 концертов в месяц, а Шишинин держит участниц коллектива в «ежовых рукавицах», после концерта никуда не выпускает, держит в гостиничных номерах под замком, запрещает курить и употреблять спиртное.
В 1990 году записывается на студии «Гала» и выходит на «Мелодии» пластинка «Русские девочки. Новая версия» (альбом среди прочего содержал обновлённый вариант песни «Russian Girls»)
группа  снялась в фильме «Мордашка». В картине звучат три песни «Комбинации» — «Не забывай», «Байка» и «Мальчик мой, я не люблю металл».
Третий альбом — «Московская прописка» — почти сразу взлетел на вершины хит-парадов. Такие песни, как «American Boy» и «Бухгалтер» мгновенно ушли в народ (последняя во многом благодаря снятому режиссёром Сергеем Косачём оригинальному клипу). «Московская прописка» стала последним альбомом, выпущенным первым составом: Иванова, Апина, Костыко, Ахунова, Ковалёва.
В 1991 году группу «Комбинация» неожиданно покидает Апина и начинает сольную карьеру под руководством Александра Иратова, ставшего впоследствии её мужем. Александр Шишинин воспринимает этот шаг как предательство. «Комбинация» начинает экстренный поиск новой солистки, которой в итоге стала уроженка города Иваново — Татьяна Охомуш. Она проработала в группе очень мало: записей с ней не сохранилось, а её бэк-вокал можно услышать лишь в песне «С высокого холма».
В это же время в группу на должность вокалистки пробуется Елизавета Мялик, однако она не проходит кастинг и начинает свою карьеру в составе группы «Девушки», с которой тоже сотрудничал Окороков.
На это время в состав группы приходит 6-летний мальчик-вундеркинд Ваня Попов, исполнивший в составе группы детские песни «Бура-Буратино» «Шапокляк» и «Песню про быка». Однако он вскоре покинул группу и стал ведущим популярной телепрограммы «Рок-урок».
Группа едет на Гастроли в Германию, планируется поездка в США, идёт подготовка к записи четвёртого альбома. Из-за ухода Апиной сингл «I don’t believe in love» звучит лишь с вокалом Ивановой. Клип на песню «I don’t believe in love» был снят Михаилом Макаренковым и выпущен под маркой «Russian Girls» — именно под таким названием планировалась раскрутка группы на Западе.
На смену Охомуш в январе 1992 года приходит жительница Нижнего Тагила Светлана Кашина, которую приметили на финале конкурса «Утренняя звезда». Вместе с ней «Комбинация» выпускает вполне успешный альбом «Два кусочека колбаски», куда, кроме одноимённой песни, вошли такие хиты, как «Серёга», «Берег красный, берег белый», «Луис Альберто», «Вишнёвая „девятка“» и попурри на тему старых песен.
В марте 1993 года Шишинина убивают, а композитор Виталий Окороков постепенно отходит от работы с коллективом. Продюсером группы становится Александр Толмацкий. В сотрудничестве с Игорем Сарухановым был записан альбом «Самая-самая», который уже был менее успешным, чем предыдущие. Тем не менее песни: «Самая-самая», «Какие люди в Голливуде», «Встреча на Манежной» и «А я люблю военных» стали хитами.
В июле 1994 года из-за разногласий с Толмацким, группу покидают Светлана Кашина, совместно с мужем звукорежиссером Виктором. Популярность группы стремительно начинает падать, а девушки-музыканты поочерёдно начинают покидать группу, хотя «Комбинация», ведомая уже исключительно Ивановой, продолжает выступать в ряде теле- и радиопрограмм.
Последним диском группы стал выпущенный в 1998 году лирический альбом «Давай поболтаем». Однако широкой известности эти песни не получили.
С момента переезда в Москву в 1989 году «Комбинация» выступает на сборных ретро-концертах и корпоративах, а также в качестве приглашённых звёзд на профессиональных праздниках и Днях города. Исполняются в основном песни периода 1989—1991 гг. Иногда к Ивановой присоединяется Алёна Апина. Так в июне 2018 года Апина и Иванова объединились и сняли клип на новую совместную песню «Последняя поэма». В октябре того же года стартовал юбилейный тур «А нам 30!», где «Комбинация» выступила в первоначальном составе (более 30 концертов по России и Германии).

## Споры об авторстве песен
Автором слов на ранних альбомах «Комбинации» в основном указывался продюсер группы Александр Шишинин. Вместе с тем поэт Юрий Дружков заявлял, что является фактическим автором некоторых из этих текстов (в частности, «American Boy» и «Russian Girls»), хотя денег за них не получил. Тем не менее, какие-либо юридические подтверждения претензий Дружкова отсутствуют. В реестре Российского авторского общества поэт значится автором стихов к песням: «Берег красный, берег белый», «Вишнёвая „девятка“», «Любовь уходит не спеша», «Милый мой, родной», «Пойдём со мной», «Серёга» и «Хватит, довольно» и «Попурри». В переизданиях альбомов «Комбинации», выпущенных в 2004 году, автором текстов «Не грусти», «Модница» и «Пойдём со мной» вместо Шишинина указан Дружков.
По словам Алёны Апиной, тексты Дружкова были очень низкого качества, поэтому их часто приходилось переделывать членам группы, в частности, ей и Татьяне Ивановой. При этом автором указывался Шишинин, поскольку его тоже надо было включать в творческий процесс. Одновременно певица предположила, что подобная схема работы Дружковым и Шишининым была оговорена и вряд ли происходила без согласия поэта. Согласно композитору группы Виталию Окорокову, Дружков любил «травить байки» о своём сотрудничестве с «Комбинацией», хотя на деле из больших хитов группы написал лишь текст «Вишнёвой девятки». В то же время, по словам Окорокова, например, тексты «American Boy» и «Russian Girls» по факту были написаны коллективно — им самим, Апиной и Ивановой.

## Криминал, связанный с именем группы
Весной 1991 года в Москве произошёл довольно резонансный случай: была убита «лимитчица» Лариса Каменкова, внешне похожая на одну из солисток Татьяну Иванову. Согласно материалам следствия, девушка была удушена гитарной струной по причине отказа участия в мошенничестве — ей предлагали участвовать в поддельной группе «Комбинация», с целью войти в доверие к подпольному миллионеру Борису Шайко, который был большим поклонником модного коллектива. Убийству Ларисы Каменковой был посвящён один из выпусков программы «Следствие вели…».
Убийство продюсера «Комбинации» Александра Шишинина произошло 5 марта 1993 года в подъезде дома на улице Металлургов, где он снимал квартиру. В соседней квартире жила участница группы Светлана Кашина с мужем звукорежиссёром группы Виктором Рукавишниковым, вместе с Шишининым в одной квартире жила его девушка Елена Молчанова, гитаристка группы «Комбинация». На него напал неизвестный, нанеся удар заточкой в живот. Светлана Кашина вместе с мужем и Елена Молчанова выйдя в подъезд, обнаружили ещё живого Шишинина лежащего на лестничной площадке между 2 и 3 этажами, они внесли его в квартиру и не сразу обнаружили рану, скорая и милиция приехали только через полчаса, драгоценное время было упущено и Александр скончался от внутреннего кровотечения..
За несколько часов до гибели Шишинин сообщил в правоохранительные органы, что ему регулярно по телефону угрожают физической расправой. Анонимный абонент предлагал Шишинину во избежание возможных неприятностей подписать контракт с фирмой «ЛИС`С», однако тот решил работать самостоятельно. После смерти Шишинина продюсером группы стал Александр Толмацкий (1993—1996), он работал на Сергея Лисовского. Толмацкий показал документы, что группа принадлежит «ЛИС`С», угрожал, что если участницы группы не будут на него работать, то он наберёт новых, также он заставлял выступать для бандитов. Из-за данных разногласий в 1994 году группу покинула Светлана Кашина совместно с мужем звукорежиссёром Виктором Рукавишниковым. Спустя непродолжительное время, остальные девушки музыканты начали покидать коллектив.
В 1994 году была убита бывшая девушка продюсера Шишинина Анжела Бродова (1974—1994), клавишница группы «Комбинация» (1990—1992), она была ограблена из-за норковой шубы и изнасилована в Норильске в ноябре 1994 года, умерла от переохлаждения, так как была под действием клофелина в не отапливаемом помещении, дело было квалифицированно, как убийство.
В 2006 году в Саратове был убит ножом поэт, официально автор некоторых текстов песен группы (по его утверждению большинства песен) Юрий Дружков (1959—2006), по официальной версии из-за склонения к гомосексуальности другого поэта. До этого поэт был несколько раз избит и ограблен, в конце жизни много пил, киоск, где он работал кто-то спалил, вместе с текстами песен и неоконченным романом о шоу-бизнесе и группе «Комбинация».

## Участницы группы

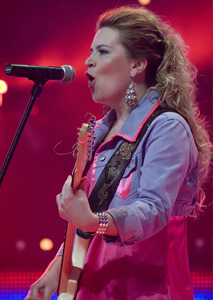
Екатерина Болотова — нынешняя гитаристка коллектива. Фестиваль «Легенды Ретро FM», 2009 г.

### Текущий состав
- Татьяна Иванова — вокал (с 1988)
- Наталья Пушкарёва — клавишные, бэк-вокал (1994—1997, 2001—2006, с 2014)
- Екатерина Болотова — гитара, бэк-вокал (1995—2000, 2002—2013, c 2015)
- Алёна Антонова — клавишные, бэк-вокал (с 2008)
- Лилия Терещенко — ударные (с 2018)

По специальным поводам (выступления на фестивале «Легенды Ретро FM», появления в телепередачах, юбилейные туры коллектива, некоторые корпоративы) к «Комбинации» иногда присоединяется вторая солистка оригинального состава группы — Алёна Апина.

### Бывшие участницы
Вокал
- Алёна Апина — вокал (1988—1991)
- Татьяна Охомуш — вокал (1991)
- Светлана Кашина — вокал (1992—1994)

Бас-гитара

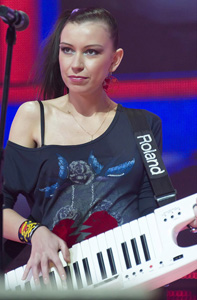
Алёна Антонова, одна из текущих клавишниц ансамбля. Фестиваль «Легенды Ретро FM», 2009 г.

- Ольга Ахунова — бас-гитара (1988—1992, 1994—1995, 2001—2007, 2008—2010)
- Галина Лезина — бас-гитара (1992—1993)
- Елена Червякова — бас-гитара, бэк-вокал (2007—2008, 2010—2014)

Ударные
- Юлия Козюлькова — ударные (1988, 1992)
- Татьяна Костыко — ударные (1988)
- Инесса Топиани — ударные (1989—1990), гитара (1994—1995)
- Анна Ковалева — ударные (1990—1992, 1994—1996, 1996—1998)
- Светлана Молчанова — ударные (1992—1994, 1996)

Гитара
- Татьяна Долганова — гитара (1988)
- Марина Балакина — гитара (1988)
- Татьяна Снопова — гитара, бэк-вокал (1989—1991)
- Елена Молчанова — гитара (1992—1994, 1995, 1997—1998, 2003)

Клавишные
- Светлана (Зося) Костыко — клавишные (1988—1992)
- Вероника Маслова — клавишные (1989)
- Анжелика Варум — клавишные, бэк-вокал (1990)[21]
- Анжела Бродова — клавишные (1990—1992)
- Эльвира Белова (Шарафутдинова) — клавишные (1992—1993)
- Наталия Кудрявцева — бас (1995—1997), клавишные (1997—1998)
- Анжелика Менахина (Крупник) — клавишные (2006—2007)
- София Чернощекова — клавишные (2007—2008)

## Дискография
| Альбомы 1. 1988 — «Ход конём» (самиздат) 2. 1989 — «Шоу-группа „Комбинация“» (мини-альбом) 3. 1990 — « Русские девочки. Новая версия» 4. 1991 — «Московская прописка» 5. 1993 — «Два кусочека колбаски» (на кассетах именовался «Два кусочека колбаски от хороших девочек») 6. 1994 — «Самая, самая» 7. 1998 — «Давай поболтаем» | Сборники 1. 1992 — "Комбинация и другие… Лучшие песни Виталия Окорокова " 2. 1994 — «Из раннего. Песни композитора Виталия Окорокова» (в переиздании 2004 г. именуется «Белый вечер») 1. 1994 — «The Very Best Of…» 2. 1995 — «Музыка для дискотек (Non-Stop Dancing)» 3. 2004 — «Легендарные песни» 4. 2005 — «MP3 Jam Collection» 5. 2016 — «American Boy» 6. 2016 — «Бухгалтер» |

## Фильмы
- В 1990 году кинокомпания «Фора-фильм» выпустила фильм «Мордашка» с Дмитрием Харатьяном в главной роли. В саундтреке к кинофильму прозвучали песни «Комбинации» «Не забывай», «Мальчик мой, я не люблю метал» и «Байка».
- В сериале «Десантура» 2009 года прозвучала песня «American boy».
- С 12 апреля 2021 года на ТНТ начал выходить сериал «Милиционер с Рублёвки». В заставке сериала играла песня группы «Комбинация» — «American Boy».
- Песня «Не забывай» — один из саундтреков сериала «Слово пацана. Кровь на асфальте».
- В 2024 группе был посвящён сериал «Комбинация».

## Факты
- Юрий Варум был аранжировщиком группы Комбинация в 1990 году.[21]
- В репертуаре «Комбинации» есть песни, написанные на стихи «классических» поэтов: «Где-то в тмутаракани» (Андрей Вознесенский), «Вот опять окно» (Марина Цветаева), «Байка» (Александр Твардовский), «Уеду в Африку» (Морис Карем).
- В апреле 2011 года тогдашний президент России Дмитрий Медведев на встрече выпускников исполнил своеобразный танец под песню «American Boy». Видео, снятое на телефон, попало в Сеть и вызвало массу шуток, пародий и обыгрываний в КВН.
- «Саундтреком» фильма «Он вам не Димон», снятом Фондом борьбы с коррупцией в 2017 году, стала песня «American Boy». По словам Алексея Навального, подготовка фильма о предполагаемом недвижимом имуществе премьер-министра Дмитрия Медведева велась в обстановке строгой секретности, поэтому, чтобы никто ничего не заподозрил, Фонд приобрёл права на использование сразу двух песен «Комбинации»: «American Boy» и «Russian Girls».

Влияние
- Мелодия из песни «Бухгалтер» использована в композиции «Частушки» панк-рок-группы «Сектор Газа».

## Исполнение песен группы
Алёна Апина поёт песни из репертуара группы как и бывшая солистка группы Светлана Кашина.
Саратовская группа «Russian girls» поёт песни группы «Комбинация» с разрешения композитора Виталия Окорокова, поют песню «American boy» с изменёнными словами. Алёна Апина и Татьяна Иванова были против этого, но они не правообладатели этих песен, Виталий Окороков заявил, что может запретить Апиной и Ивановой исполнять свои песни, если они будут судиться с этой группой.